# Carlos Meléndez (cantante)
Carlos Javier Meléndez Sauri (10 de abril de 1965,   Hato Rey) es un cantante puertorriqueño que perteneció al grupo Menudo. Es hermano mayor del cantante Ricky Meléndez y Oscar Meléndez, que junto a él fueron miembros fundadores del grupo. Actualmente está retirado de la música aunque se graduó en la Universidad de Miami de la carrera de grabación de sonido.
Formó parte del grupo XChange y estuvo encargado de la selección de canciones y músicos; grabaron un álbum que sin embargo nunca fue lanzado. Se desempeñaba como publicista y actualmente también es arquitecto.[cita requerida]
- Datos: Q5042366